# Кизилжарський сільський округ (Хобдинський район)
Кизилжа́рський сільський округ (каз. Қызылжар ауылдық округі, рос. Кызылжарский сельский округ) — адміністративна одиниця у складі Хобдинського району Актюбінської області Казахстану. Адміністративний центр — село Кизилжар.
Населення — 490 осіб (2021; 882 у 2009, 1504 у 1999, 2088 у 1989).
Станом на 1989 рік існувала Красноярська сільська рада (села Бахтіяр, Брусиловка, Краснояр). 1998 року Красноярський сільський округ отримав сучасну назву.

## Склад
До складу округу входять такі населені пункти:
| Населений пункт | Колишні назви | Населення, осіб (1989) | Населення, осіб (1999) | Населення, осіб (2009) | Населення, осіб (2021) |
| --------------- | ------------- | ---------------------- | ---------------------- | ---------------------- | ---------------------- |
| Бахтіяр, село   | -             | 154                    | -                      | -                      | -                      |
| Каракемер, село | Брусиловка    | 766                    | 530                    | 245                    | 159                    |
| Кизилжар, село  | Краснояр      | 1168                   | 974                    | 637                    | 331                    |